# İkizören, Yapraklı
İkizören là một thị trấn thuộc huyện Yapraklı, tỉnh Çankırı, Thổ Nhĩ Kỳ. Dân số thời điểm năm 2010 là 530 người.